# Ischnoptera moxa
Ischnoptera moxa es una especie de cucaracha del género Ischnoptera, familia Ectobiidae. Fue descrita científicamente por Shelford en 1913.
Habita en Perú.